# Малявчино
Малявчино — деревня в Кардымовском районе Смоленской области России. Входит в состав Шокинского сельского поселения. Население — 80 жителей (2007 год). 
Расположена в центральной части области в 8 км к северо-востоку от Кардымова, в 9 км южнее автодороги М1 «Беларусь», на берегу реки Орлея. В 3 км севернее деревни расположена железнодорожная станция Присельская на линии Москва — Минск. 

## История
В годы Великой Отечественной войны деревня была оккупирована гитлеровскими войсками в августе 1941 года, освобождена в сентябре 1943 года.